# Михайлов-Расловлев, Сергей Михайлович
Cepгей Mиxaйлович Mихайлов-Pасловлев (1866, Аткарский уезд Саратовской губернии — 14 (27) мая 1905, в Цусимском сражении) — капитан-лейтенант Российского императорского флота, исследователь Тихого океана.

## Биография
Потомственный дворянин Аткарского уезда, представитель рода Михайловы-Расловлевы. Сын Михаила Михайловича. Рано осиротел — в 1877 отец геройски пал в Авлияр-Аладжинском сражении в ходе русско-турецкой войны 1877—1878 годов. Юность Сергей провел в Петербурге.
В 1887 году окончил Морской кадетский корпус. Высочайшим приказом № 365 от 29 сентября 1887 года произведён в чин мичмана. Начал службу на Балтийском флоте.
В 1892—1893 годах служил на канонерской лодке «Сивуч» на Дальнем Востоке.

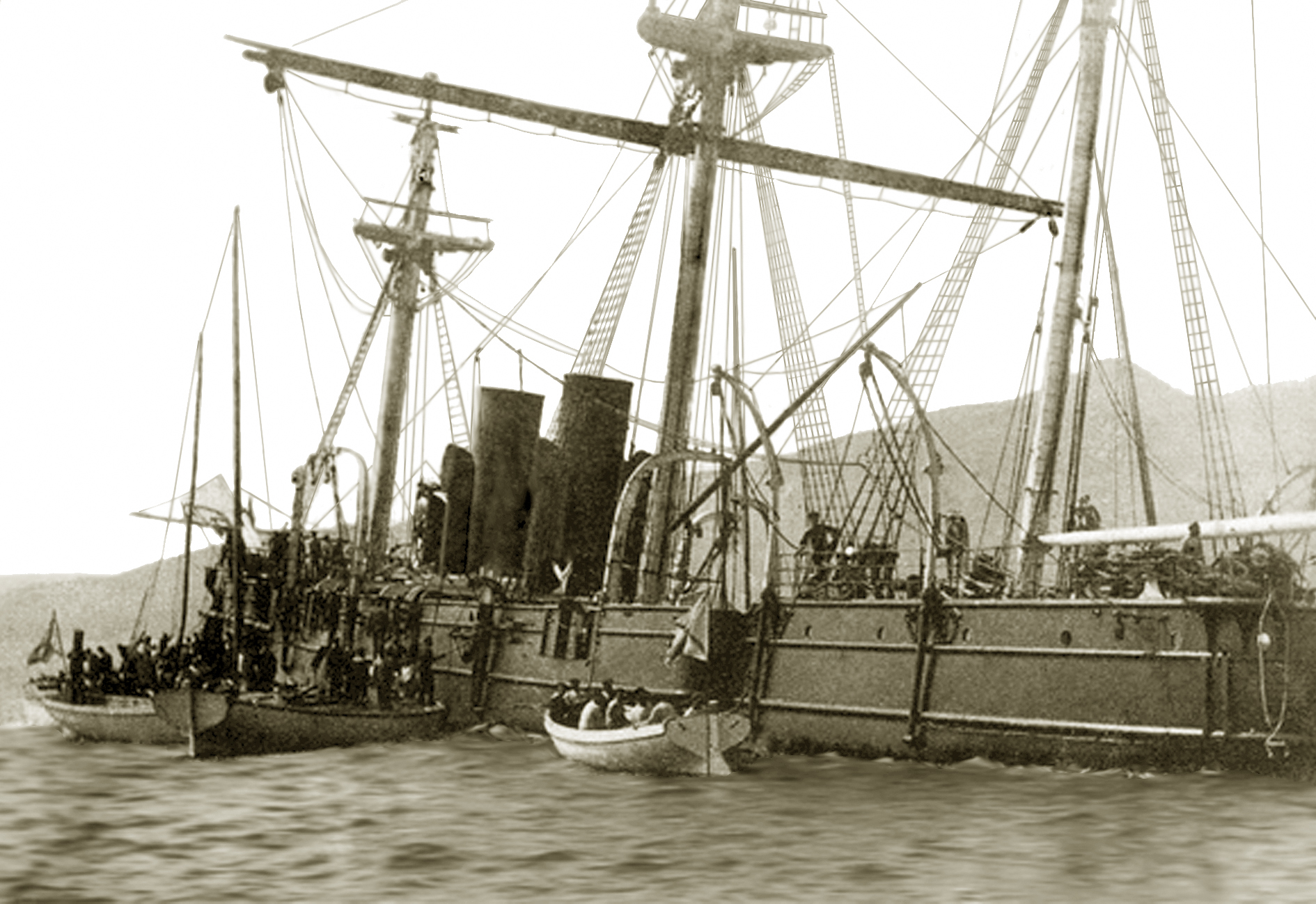
Корвет «Витязь» на камнях

Затем в звании мичмана служил вахтенным начальником на крейсере «Витязь», ставшем первым океанографическим судном России. Его экипаж проводил гидрографические и гидрофизические исследования в Тихом океане, получившие всеобщее признание. Крейсер провел гидрографические работы, картографическую съемку восточного побережья Корейского полуострова. В апреле 1893 года Сергей Михайлович в составе экипажа вышел в последний поход, который закончился в мае, когда «Витязь» при очередных картографических работах в районе порта Лазарева (ныне Северокорейский порт Вонсан) наскочил на камни.
Мичман С. Михайлов-Расловлев отправился во Владивосток — для продолжения службы в Сибирском флотском экипаже.
В 1894 году в чине лейтенанта вышел в отставку и поселился в родовом имении в Саратовской губернии.
Около 10 лет вел жизнь провинциального помещика и активно участвовал в общественной жизни губернии. В 1895 году, стал депутатом Дворянского собрания Аткарского и Петровского уездов, занимал пост почетного мирового судьи. В 1896 году был избран членом Саратовской ученой архивной комиссии и входил в число самых щедрых её жертвователей. В 1904 году вынес на обсуждение земского собрания Петровского уезда свой проект создания системы профессионального образования в уезде.
Неожиданная смерть молодой жены повлияла на его возвращение на флот. Второй причиной возвращения стала Русско-Японская война.

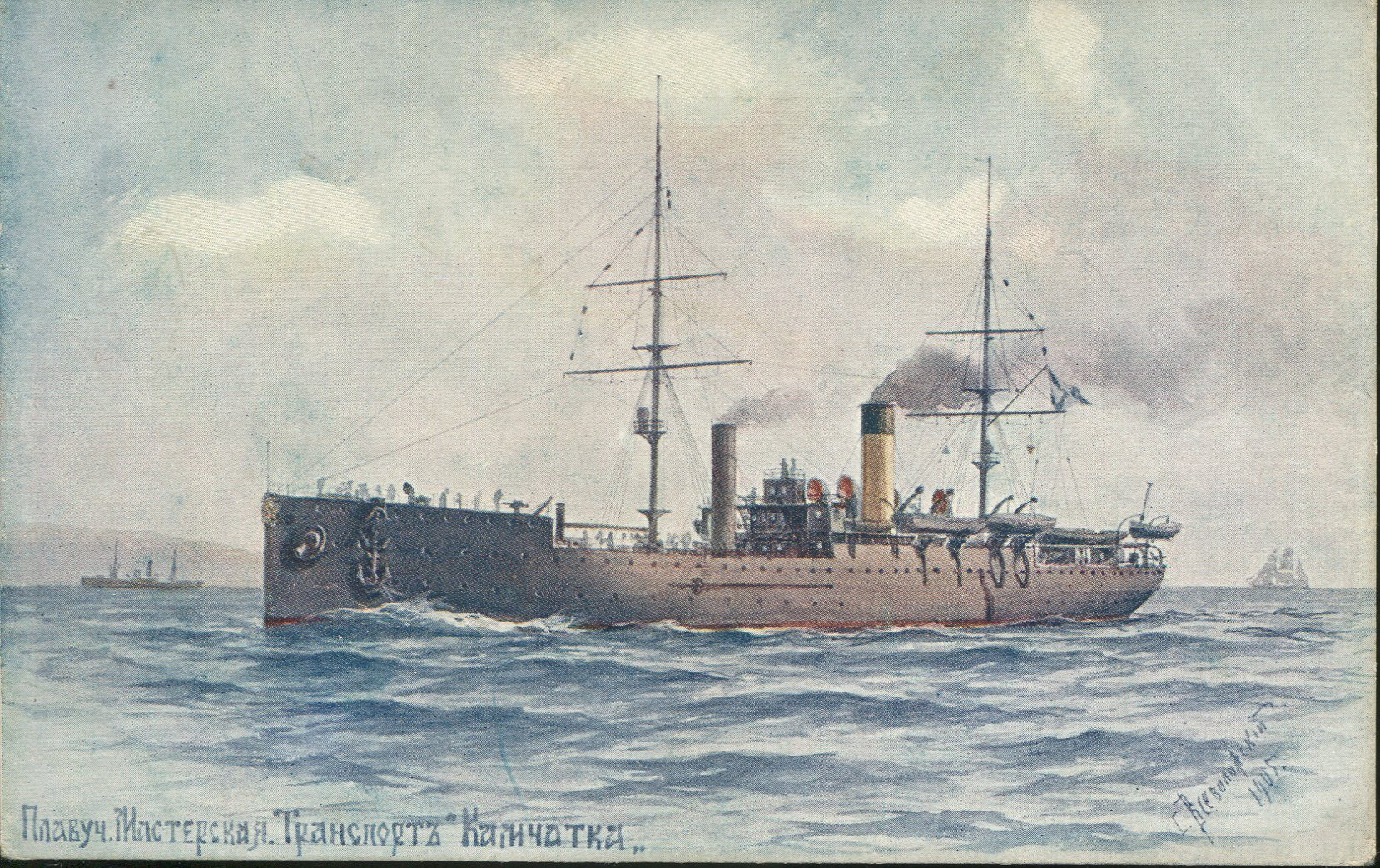
Плавучая мастерская - транспорт «Камчатка», на котором погиб С. М. Mихайлов-Pославлев. 1905 год

Участник Цусимского сражения. Вахтенный начальник лейтенант Cepгей Mиxaйлович Mихайлов-Pославлев погиб 14 мая 1905 года в числе 16 офицеров, 4 кондукторов, 239 нижних чинов и 68 мастеровых на судне-транспорте (плавучей мастерской) «Камчатка».

## Семья
Был женат на Ольге Константиновне (1867-1904), дочери Седлецкого губернатора генерал-лейтенанта Константина Федоровича Феншоу (Феншау), происходившего из семьи принявших российское подданство английских баронетов, и умершей от воспаления легких. В браке имел четырех детей: Елену (1891—1982), Михаила (1892—1987), Ксению (1893—1983) и Алексея (Александра?) (?-1919).

## Память
- В честь мичмана Сергея Михайлова-Расловлева названа одна из бухт Японского моря — «Бухта Расловлева», которую в то время обследовал экипаж «Витязя».